# Declaració d'Independència de les Filipines
La declaració filipina d'Independència va esdevenir el 12 de juny de 1898 quan les forces revolucionàries filipines, sota el comandament del General Emilio Aguinaldo, van proclamar la sobirania i la independència de les Illes Filipines del domini colonial espanyol, després que aquest fos derrotat a la Batalla de la Badia de Manila durant la Guerra Hispano-estatunidenca.
La seva independència no fou reconeguda pels Estats Units fins al 4 de juliol de 1946.